# Eudrapa malachitis
Eudrapa malachitis är en fjärilsart som beskrevs av Bethune-Baker 1911. Eudrapa malachitis ingår i släktet Eudrapa och familjen nattflyn. Inga underarter finns listade i Catalogue of Life.